# 麻生文雄
麻生 文雄（あそう ぶんのう、1925年（大正14年）3月28日 - 2012年（平成24年）11月26日）は、広島県因島市生まれの真言宗の僧侶。尾道市の大本山西国寺住職、醍醐寺座主、真言宗醍醐派管長、大本山三宝院門跡。

## 経歴
- 1925年（大正14年） - 因島市生まれ。
- 1948年（昭和23年） - 高野山大学卒業。因島市田熊町[疑問点 – ノート][2]浄土寺[3]住職。
- 1985年（昭和60年） - 醍醐寺座主、真言宗醍醐派管長、大本山三宝院門跡に就任
- 1987年（昭和62年） - 種智院大学学長。
- 1998年（平成10年） - 真言宗長者。
- 2005年（平成17年） - 学校法人真言宗京都学園理事長。
- 2012年（平成24年）11月26日 - 急性心不全のために遷化[4]。87歳没。

## 主著
- 古寺巡礼京都（新版）6「醍醐寺」（淡交社）(ISBN 9784473033567)